# Bogdan Rejchmen
Bogdan Andreevič Rejchmen (in russo Богдан Андреевич Рейхмен?; Jevpatorija, 26 maggio 2002) è un calciatore russo, centrocampista del Kuban'.

## Carriera
Cresciuto nel settore giovanile del Krasnodar, ha esordito in prima squadra il 5 dicembre 2021, disputando l'incontro di Prem'er-Liga vinto per 1-2 contro il Soči.

## Statistiche

### Presenze e reti nei club
Statistiche aggiornate al 21 maggio 2022.
| Stagione        | Squadra         | Campionato      | Campionato | Campionato | Coppe nazionali | Coppe nazionali | Coppe nazionali | Coppe continentali | Coppe continentali | Coppe continentali | Altre coppe | Altre coppe | Altre coppe | Totale | Totale |
| Stagione        | Squadra         | Comp            | Pres       | Reti       | Comp            | Pres            | Reti            | Comp               | Pres               | Reti               | Comp        | Pres        | Reti        | Pres   | Reti   |
| --------------- | --------------- | --------------- | ---------- | ---------- | --------------- | --------------- | --------------- | ------------------ | ------------------ | ------------------ | ----------- | ----------- | ----------- | ------ | ------ |
| 2018-2019       | Krasnodar-3     | 2D              | 3          | 0          |                 | -               | -               |                    | -                  | -                  |             | -           | -           | 20     | 1      |
| lug.-nov. 2019  | Krasnodar-3     | 2D              | 7          | 0          |                 | -               | -               |                    | -                  | -                  |             | -           | -           | 7      | 0      |
| 2021-2022       | Krasnodar-2     | 1D              | 31         | 3          |                 | -               | -               |                    | -                  | -                  |             | -           | -           | 31     | 3      |
| 2021-2022       | Krasnodar       | PL              | 4          | 0          | CR              | 0               | 0               |                    | -                  | -                  |             | -           | -           | 4      | 0      |
| Totale carriera | Totale carriera | Totale carriera | 45         | 3          |                 | 0               | 0               |                    | -                  | -                  |             | -           | -           | 45     | 3      |